# Kiki Smith
Chiara (Kiki) Smith (Neurenberg, 18 januari 1954) is een veelzijdige feministische Amerikaanse kunstenares, Ze maakt onder andere grafiek, beeldhouwwerken, tekeningen, textiel, film, muziek, glasbewerking, wandtapijten, mozaïeken, installaties en kunstboeken. Ze wordt beschouwd als een van de meest toonaangevende hedendaagse figuratieve kunstenaars.
Ze bracht het figuratieve terug in de hedendaagse kunst en maakte de weg open voor abjecte kunst, die kunst die het fatsoen overschrijdt.
Haar werken zijn maatschappijkritisch. Opvallend is de fascinatie voor het menselijk lichaam in al zijn facetten, met in het bijzonder de vrouw als dominant figuur. Haar figuratief werk uit de late jaren tachtig en de vroege jaren negentig hebben vooral thema's als aids, feminisme en gender, terwijl recente werken het menselijk lichaam in relatie tot de natuur afbeelden, met dieren, bossen, magische elementen uit de sprookjeswereld en afbeeldingen van sterren en manen.
De productie en diversiteit van de disciplines waarin ze werkt, soms gecombineerd in installaties, is bijzonder uitgebreid.
Smith woont en werkt in de Lower East Side in de stad New York en in Catskill in de staat New York.

## Artistieke Familie
Smith werd in 1954 in het Duitse Neurenberg geboren als een van de drie kinderen van de Amerikaanse architect en beeldhouwer Tony Smith en de Amerikaanse operazangeres Jane Lawrence. Jane Lawrence was sinds 1953 in Duitsland als operazangeres actief. Haar echtgenoot Tony Smith ontwikkelde daar nieuwe architecturale projecten en was in die periode ook zeer actief was als kunstschilder.
Smith verhuisde al in 1955 van Duitsland naar South Orange, New Jersey. In datzelfde jaar werden haar tweelingzussen, de latere fotografe Seton Smith en de latere underground actrice Beatrice (Bebe) Smith, geboren.
Haar ouders waren bevriend met abstract-expressionistische kunstenaars zoals Barnet Newman, Jackson Pollock,Mark Rothko en Tennessee Williams.
Reeds op jonge leeftijd werd ze vertrouwd met het proces van het maken van geometrische sculpturen door haar vader te helpen met het maken van kartonnen modellen voor zijn sculpturen. Hoewel haar eigen kunstwerken totaal anders zijn, zorgde deze ervaring ervoor dat ze een formalistisch vakmanschap ontwikkelde dat haar in staat stelde te experimenteren in de modernistische stijl.
Haar jeugdervaringen in de katholieke kerk en de fascinatie voor het menselijk lichaam komen tot uiting in haar conceptuele kunst.
Smith had het moeilijk op school, zij wou liever "dingen" maken, maar werd altijd gesteund door haar ouders en haar leerkrachten. Ze begon haar middelbare studies aan  de Columbia High School, maar voelde zich daar niet thuis en schakelde over naar het meer progressieve Changes, Inc.  Van 1974 tot 1975 ging ze lessen volgen aan de Hartford Art School in Connecticut, maar maakte haar studie niet af.

## Colab
In 1976 verhuisde ze naar East Village in New York. Typisch voor haar generatie kunstenaars leidde zij daar een principieel bohemienbestaan tussen de arbeidersklasse. Ze oefende  verschillende jobs uit en sloot zich in 1978 aan bij het experimentele kunstenaarscollectief CoLab (Collaborative Projects), de feitelijke basis van de East Village-kunstscene, waartoe Kiki Smith behoort. CoLab situeert zich in het tijdperk van de punkmuziek, performancekunst, politiek anarchisme, galerie-graffiti, feminisme en kunstenaarscollectieven zoals CoLab, ABC en No Rio. Ze begint er met monoprints te maken met Jane Dickson en gaat dan lessen volgen in printtechniek.
Colab zorgde in 1980 voor een ophefmakende tentoonstelling "Times Square Show" met anatomische schilderijen van Kiki Smith en werken van onder andere Jenny Holzer, Nan Goldin, Jean-Michel Basquiat en Keith Haring. Kiki Smith werkte in Colab vooral mee aan experimentele media-projecten en maakte onder andere samen met verschillende andere vrouwen, waaronder Ellen Cooper, de film Cave Girls, een soort underground no wave super8  film, die ze pas in 1984 "als definitief onvoltooide film" voltooide. Ze werkte ook mee aan experimentele muzikale projecten zoals de Cardboard Air Band. en de Potato Wolf- uitzendingen. In deze periode besloot ze om definitief  kunstenares te worden.
Smith experimenteerde toen ook al met allerlei drukwerkprocessen en zal dat in haar ganse carrière blijven doen. Ze zou daarvoor regelmatig opleidingen en bijscholingen volgen. Enkele van haar vroegste gedrukte werken waren jurken, sjaals en overhemden met zeefdruk, vaak afbeeldingen van lichaamsdelen.
In samenwerking met Colab drukte Smith begin jaren tachtig een reeks posters met politieke verklaringen en de aankondiging van Colab-evenementen, zoals haar bekende poster "The Island of Negative Utopia", voor een muziekoptreden in The Kitchen in 1983. 
In 1984 maakte ze twaalf tekeningen voor een boek "Madam Realism" van Lynne Tillman en begon daarmee aan een nevencarrière in de  literatuur.
De invloed van het gebruik van ongebruikelijke materialen door deze radicale groep is later terug te vinden in haar werk. Gedurende haar ganse carrière gebruikt ze voor haar sculpturen een breed scala aan materialen, zoals brons, rijstpapier en glas.

## Eerste solotentoonstelling
In 1982 kreeg ze in The Kitchen een eerste solotentoonstelling, in feite een show met schilderijen over aanvallen op weerbare vrouwen, audiofragmenten, scans en röntgenfoto’s van haar en David Wojnarowicz, met wie ze een zeer goede band had.

## Fascinatie voor het menselijk lichaam
Het overlijden van haar vader in 1980 zorgde ervoor dat ze zich ging verdiepen in de sterfelijkheid en het verval van het menselijk lichaam.Het resulteerde in fragmenteren, vervormingen en het zichtbaar maken van het verborgene. Haar werk "Hand in Jar" uit 1983 is een latex hand bedekt met algen, ondergedompeld in een glazen pot gevuld met water.
In 1985 volgde ze een korte opleiding spoedverpleegkunde in het Bedford Stuyvesant Brooklyn Interfaith Hospital om beter inzicht te krijgen in het menselijk lichaam. Dit had onmiddellijk een blijvende ingrijpende impact op haar kunstwerken. De serie van negen zeefdrukken en monotypes "Possession Is Nine-Tenths of the Law" uit 1985 toonde afbeeldingen van verschillende inwendige organen.
In deze periode beeldhouwde ze ledematen en organen waaronder Glass Stomach (1985), Untitled (Heart) (1986) en Second Choice (1987), een kom met afgedankte longen, lever, hart en milt.
In 1990 begon ze volledige menselijke figuren te maken. Anatomieboeken waren een grote inspiratiebron. Smith noemde het haar ‘Frankenstein-fantasie’, ze probeerde de gebroken mens te herstellen. Het vrouwelijk lichaam werd aangewend als een feministisch strijdtoneel voor sociale en politieke ideologieën.

## Voortplanting, geboorte, abortus
In het midden van de jaren 1980 kwam abortus op de politieke agenda. Smith maakte een reeks werken gewijd aan voortplanting en geboorte.Het onderwerp abortus kwam aan bod in haar bronzen sculptuur Womb (1986), een gezwollen baarmoeder die geopend kan worden, maar bij het openen leeg blijkt te zijn.
In 1988 creëerde ze All Souls, een vijftien meter lang zeefdrukwerk in zwarte inkt op 36 vellen handgeschept Thais papier, met repetitieve afbeeldingen van een foetus.

## Aids en onderzoek naar lichaamssappen
Rechtstreeks gerelateerd aan de fascinatie voor het menselijk lichaam was haar onderzoek naar lichaamssappen, die ze een sociale betekenis gaf als reactie op de AIDS-crisis (bloed) en vrouwenrechten (urine, menstruatiebloed, ontlasting).
In de periode van de ontdekking van HIV was haar werk Game Time uit 1986 een provocatie: twaalf met bloed gevulde glazen zijn op een sokkel gemonteerd waarop de tekst "There are approx.12 pints of blood in the human body.” staat.
In 1988 stierf  haar zus, de underground actrice Beatrice "Bebe" Smith aan Aids. De screenprint "All Our Sisters" en "All Souls" uit 1989 werd tentoongesteld op meerdere tentoonstellingen rond het thema Aids.
Untitled (1988-90) bestaat uit meer dan tweehonderd handgemaakte afbeeldingen van sperma in loodkristal waarvan ze de schoonheid van de voortplanting combineert met de kracht van sperma om ziekten over te brengen.

## Choquerende levensgrote sculpturen en installaties van menselijke figuren

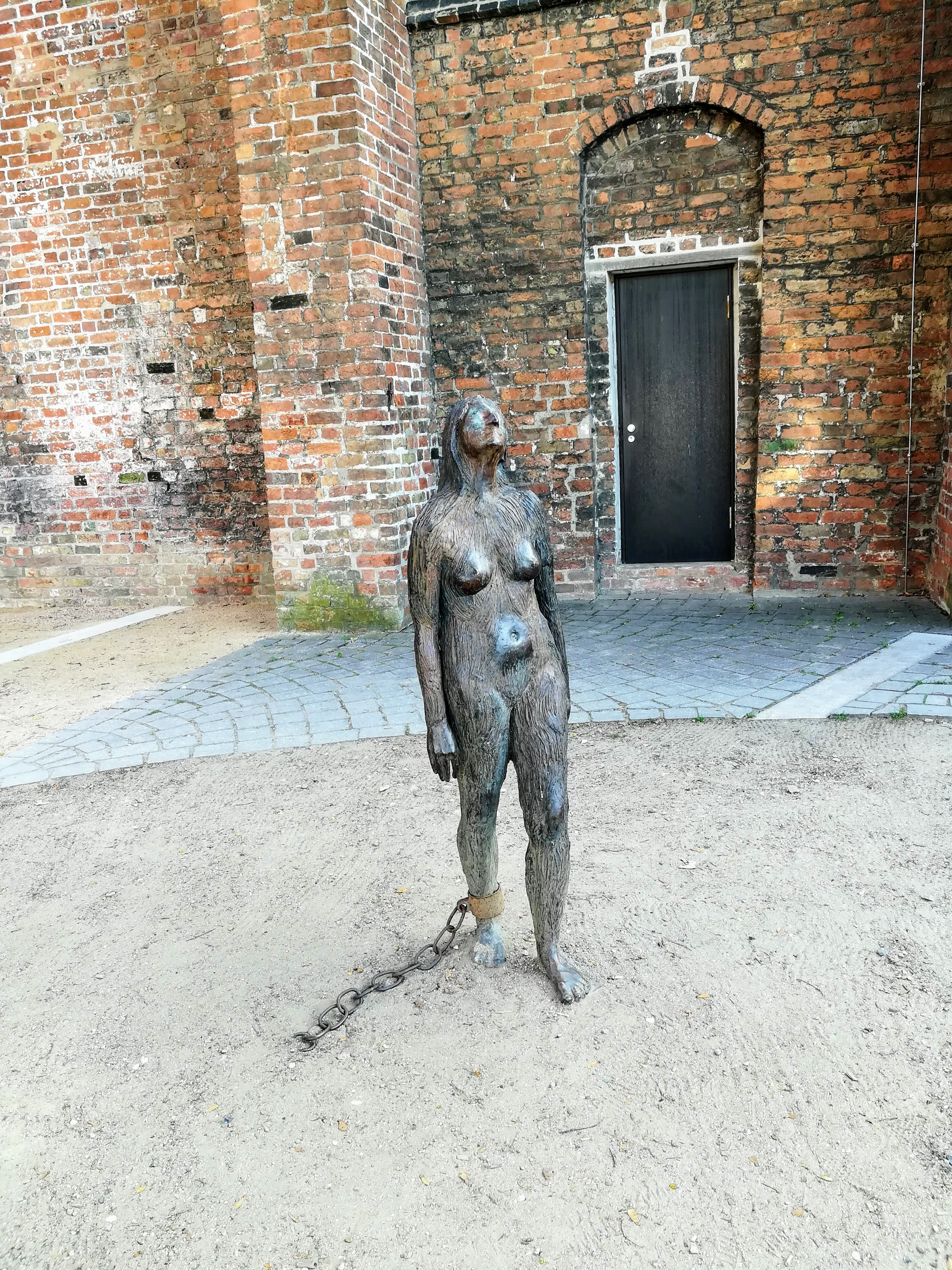
Mary Magdalene 1994

Begin jaren negentig groeiden haar werken uit tot levensgrote sculpturen waarin het vrouwelijke lichaam op een ruwe choquerende manier werd afgebeeld. Ze bracht in haar werken het innerlijke naar buiten door in haar sculpturen en installaties ook het ‘verborgene’ van het lichaam, zoals de lichaamsvloeistoffen, spijsverteringsorganen en uitwerpselen als thema te brengen.
Het eerste werk, een "Untitled", is gemaakt van bijenwas en werd in 1990 tentoongesteld in de Fawbush Gallery in New York: een naakt vrouwelijk en mannelijk lichaam hangen bewegingloos op ongeveer een meter afstand van elkaar. De beide lichamen zijn met rode vlekken bedekt die wijzen op een ziekte. Uit de borst van de vrouw stroomt moedermelk en bij de man loopt sperma langs het been.
"Pee Body"(1992) toont een naakte vrouwenfiguur in was, gehurkt op de grond om zichzelf te ontlasten, met urine achterop in de vorm van gele kralen
Andere opmerkelijke werken waren "Virgin Maria"(1992), een opmerkelijke combinatie van haar voorstelling van het  feminisme en het katholicisme, "Sueno" (1992), Maria Magdalena (1994) en "Lilith"(1994), een bronzen beeld met glazen ogen dat ondersteboven aan een muur van de galerij hangt.
Na vijf jaar ontwikkeling werd Smith's eerste permanente buitensculptuur "Standing" in 1998 geïnstalleerd op de medische campus van de Universiteit van Californië, San Diego.

## De natuur als thema

Rapture 2001

Eind jaren 1990 verlegde ze de focus naar het dierenrijk, maar altijd in relatie met de mens en het menselijk lichaam. Nersey Crows (1995) bestaat uit meerdere in brons gegoten dode kraaien, verspreid over de vloer van de galerie, een eerbetoon aan de slachtoffers van de pesticiden in de staat New York.
"Rapture", een bronzen beeld uit 2001, toont de wedergeboorte van de sterke vrouwelijke figuur uit het lichaam van een wolf.
Ze experimenteerde ook met prentkunst. Het  MoMA en het Whitney Museum hebben beide uitgebreide collecties prenten van Blue Prints- serie uit 1999 waarin ze  experimenteerde met het aquatintproces. "De Maagd met Duif"  werd gerealiseerd met een airbrush- aquatint, een zuurbestendige lak die de koperplaat beschermt. Bij de afdruk zorgt dit voor een halo rond de Maagd Maria en de Heilige Geest.

## Magische wereld met sprookjes, mythes, sterren en de maan

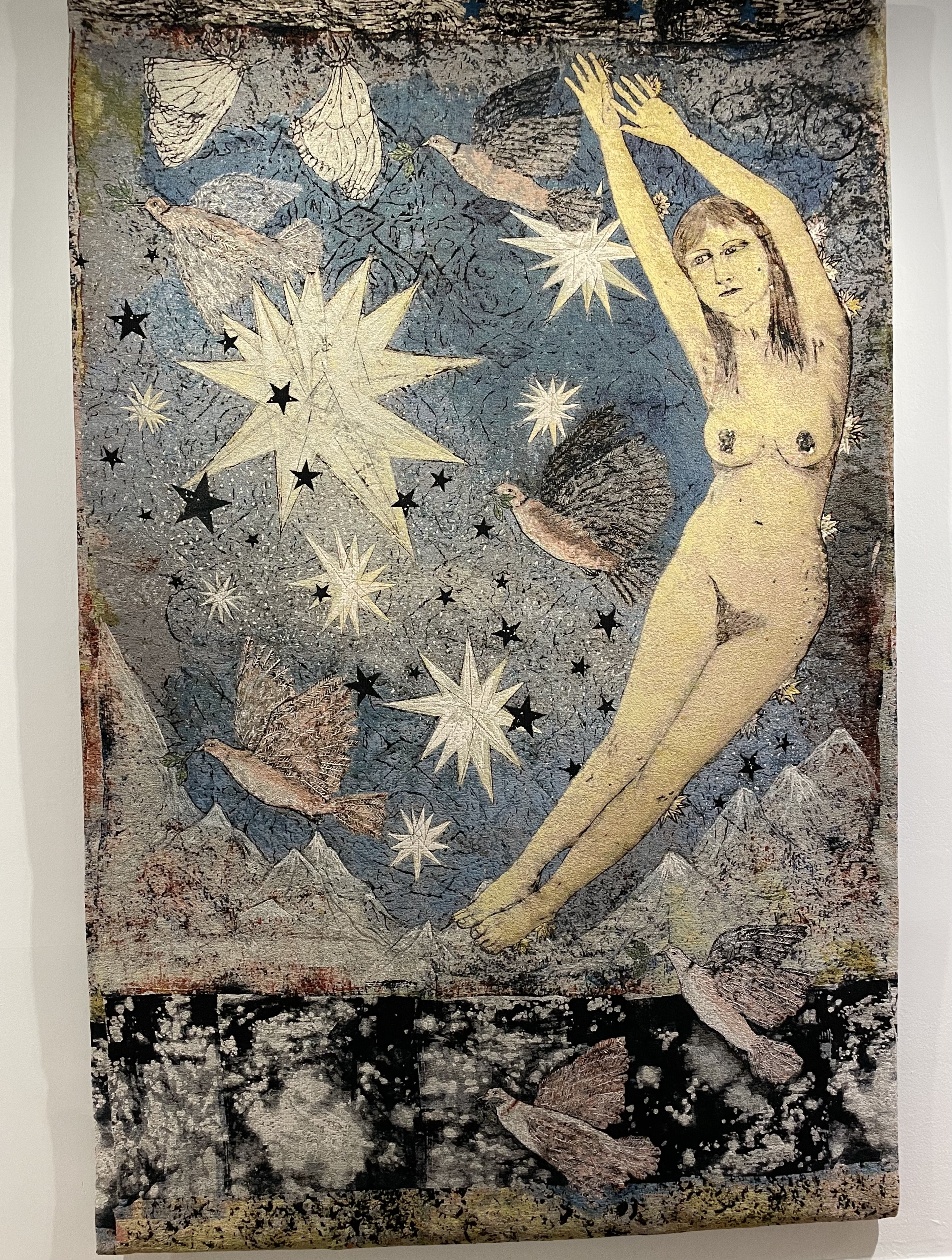

Tegen het einde van het eerste decennium komen naast de thema's menselijk lichaam, natuur, zoogdieren ook sprookjesmotieven voor in haar werken, zowel voor in haar sculpturen, schilderijen en grafiek. 
In de tentoonstelling All Creatures Great and Small uit 1998 in Hannover, zijn naast de afbeeldingen van katten en vogels ook motieven als sterren en manen te zien.
Ook haar interesse in poppen en marionetten komt naar boven, onder andere in haar sculpturen Io (2005) en Miss May (2007). Ze zinspelen op de onschuld, het geweld en de angst van sprookjes.

## Vanaf 2005: veelzijdige kunstenares
Deze metamorfose van mythologie, folklore, sprookjes, feminisme en religieuze iconografie, vogels, wolven, bossen en sterrenhemelen, met het menselijk lichaam als een vorm die alles met elkaar verbindt, wordt een vast thema in haar werk vanaf 2005.
Ze maakt meer gebruik van kleuren als statement voor de bevrijding van de vrouwelijke kunstenaar.  Opvallend is dat ze ook meer gaat experimenteren. Ze schakelt over van de ene kunstdiscipline naar de andere, ze maakt gebruikt van wisselende materialen, afzonderlijk of door elkaar, ze ontdekt nieuwe kunstvormen, allemaal met het doel om een visuele weergave te geven van de actuele levensvraagstukken. Ze is gefascineerd door het productieproces van kunstwerken.  Ze is ondertussen een bijzonder veel gevraagde en internationaal gewaardeerde kunstenares.
Op de 51e Biënnale van Venetië in 2005 maakte ze een installatie die een ganse verdieping van een paleis in beslag nam met een installatie die het vrouwelijk collectief onbewuste weergaf, waarin de decoratieve objecten persoonlijk en bijzonder waren aan de hand van de traditionele vrouwelijke stereotypen, zoals  sprookjesfiguren in erotische houdingen, Eva, een heksenbezem, een poppenhuis, de Maagd Maria, polaroids, ratten, wormen en tekeningen in bloed.

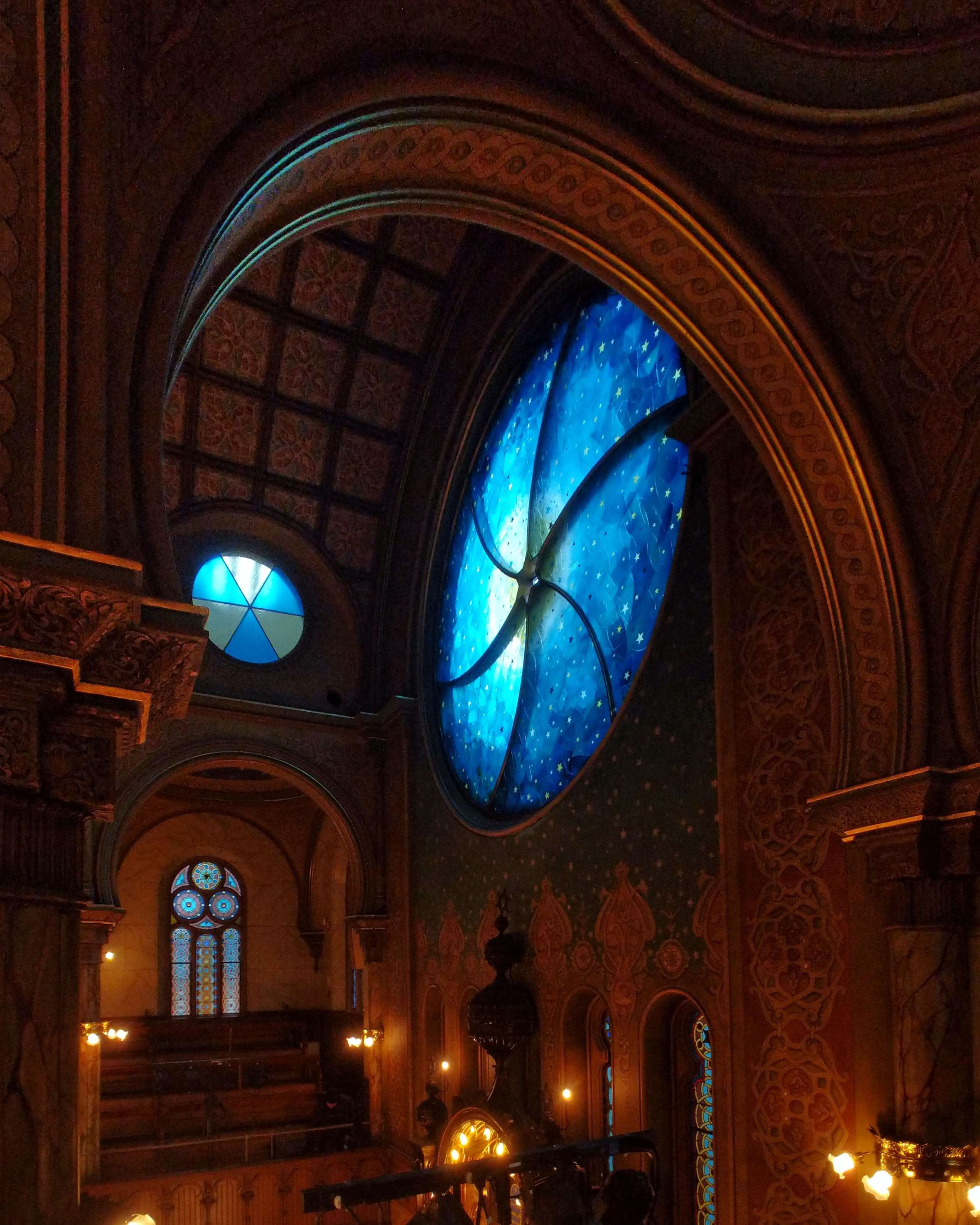
Museum at Elridge Street

### Glas-in-lood-ramen
In 1985 had ze reeds met glas gewerkt in de "New York Experimental Glass Workshop".
Lodestar uit 2015 was een installatie van Smith in de Pace Gallery met vrijstaande glas-in-loodwerken beschilderd met levensgrote figuren.
n 2010 kreeg ze de opdracht om een nieuw monumentaal oostraam te creëren voor de Eldridge Street Synagogue uit 1887, een nationaal historisch monument gelegen aan de Lower East Side van New York.

### Wandtapijten
Rond 2010 ontdekte ze dat wandtapijten de mogelijkheid boden om op grotere schaal en met meer kleuren te werken.  Ze ontwierp twaalf grote  Jacquard wandtapijten die uitgegeven werden door Magnolia Editions en tentoongesteld werden in 2012 in het Neues Museum van Neurenberg in 2019 in het Palazzo Pitti in Florence en op de 23e Biënnale van Sydney in 2022.

### Mozaïeken
In 2022 creëerde Smith een serie van vijf gigantische mozaïeken  (River Light, The Water's Way, The Presence, The Spring en The Sound) voor het hoofdtreinstation van Manhattan, de Grand Central Terminal.

### Monumentale Gebouwen
Voor het Claire Tow Theatre boven het Vivian Beaumont Theatre in New York ontwierp Smith "Overture" (2012), een sculptuur gemaakt van gearceerde planken en gegoten bronzen vogels.

In 2022 ontwierp ze samen met de architecten Brückner & Brückner Mariamantelkapel in Freisung.

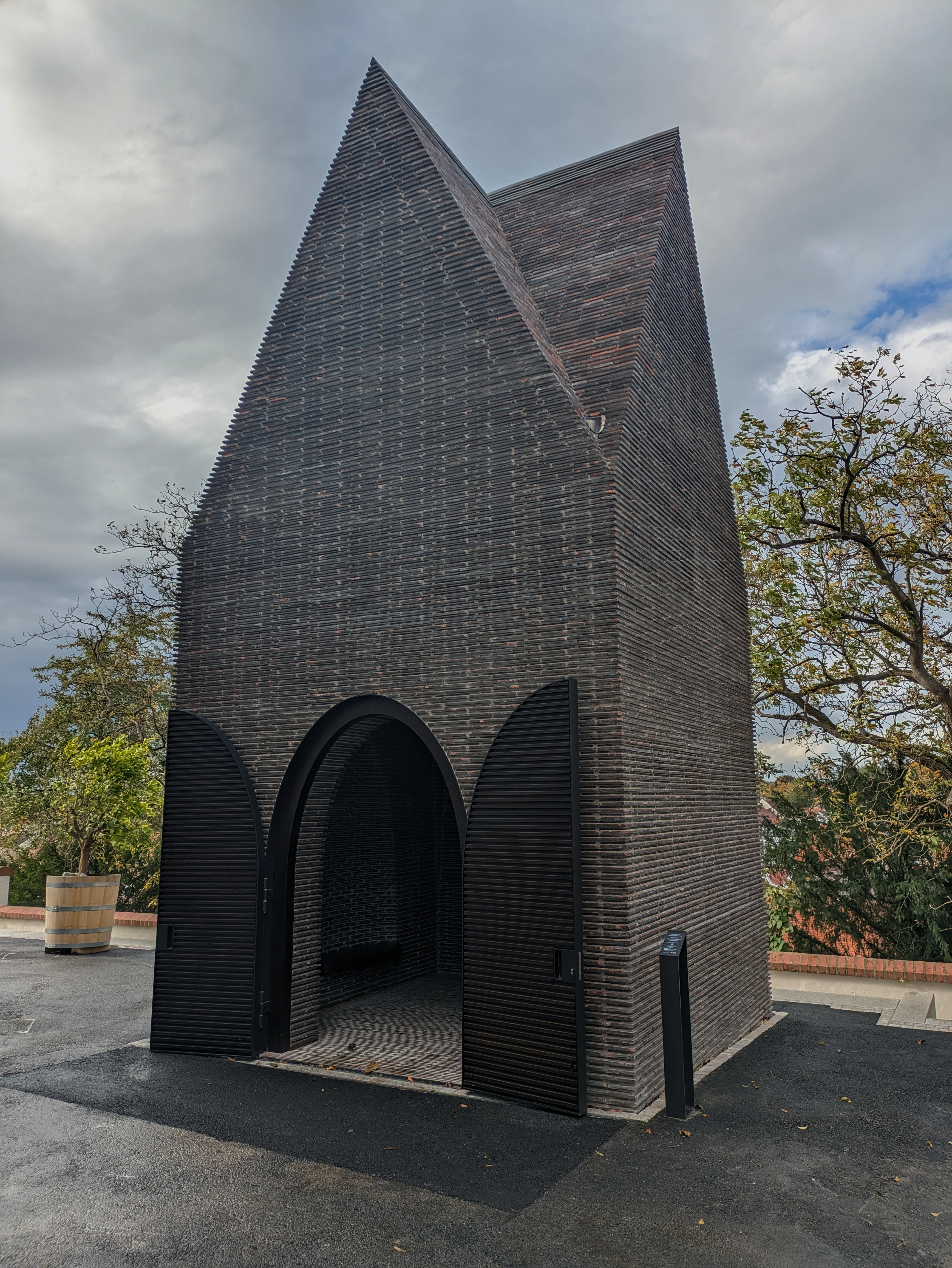
Kapel Mariamantel in Freising
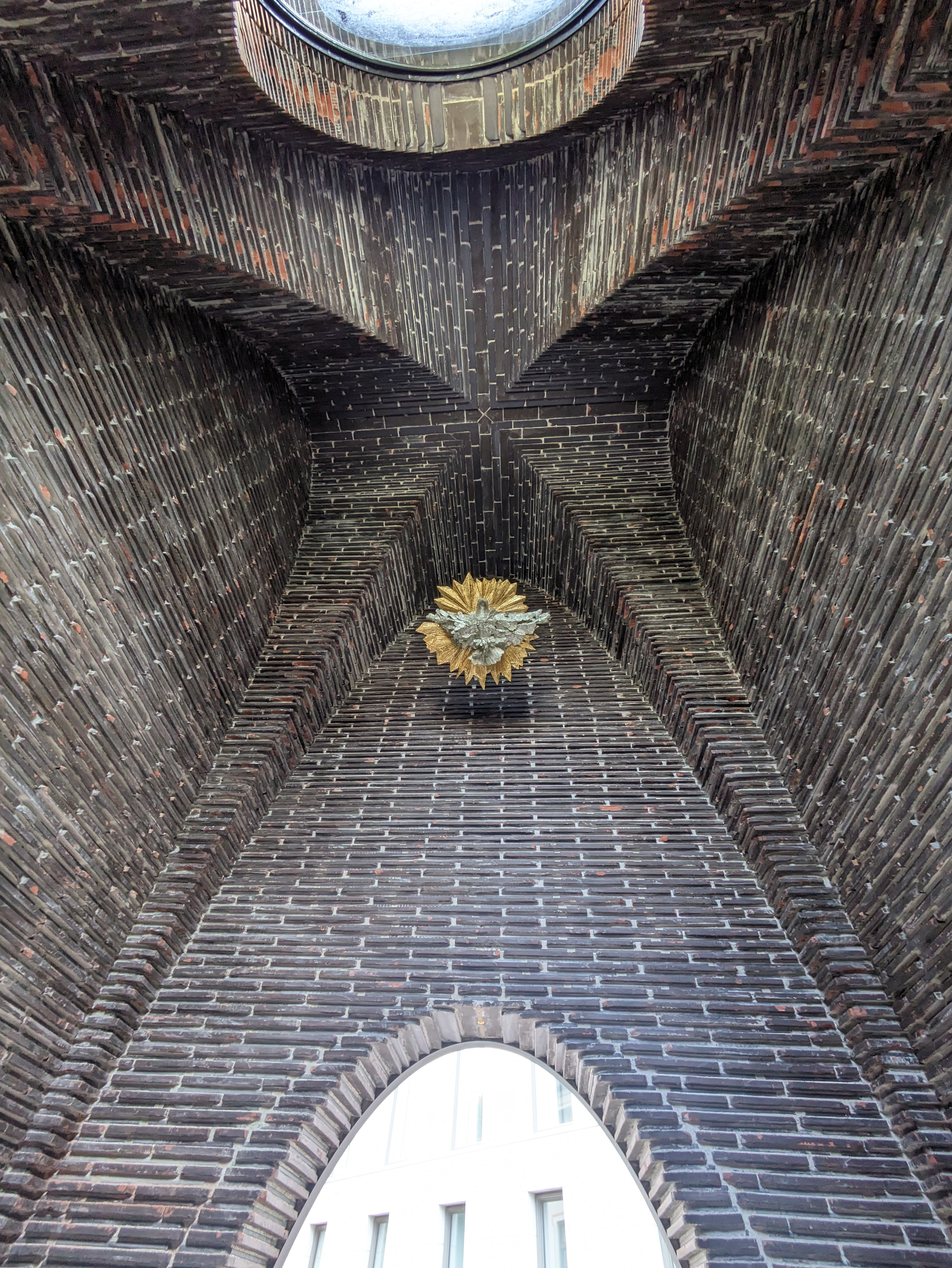
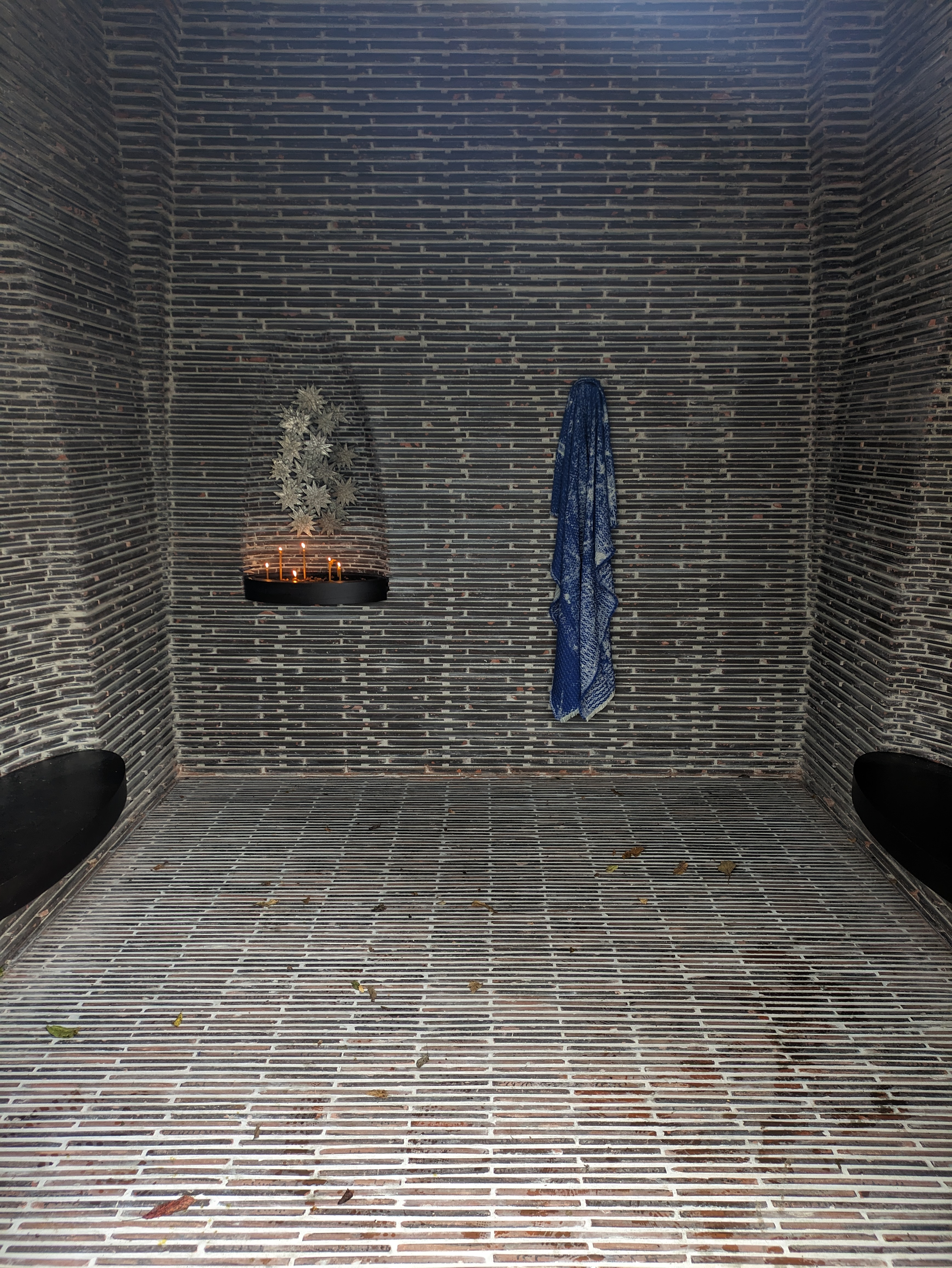
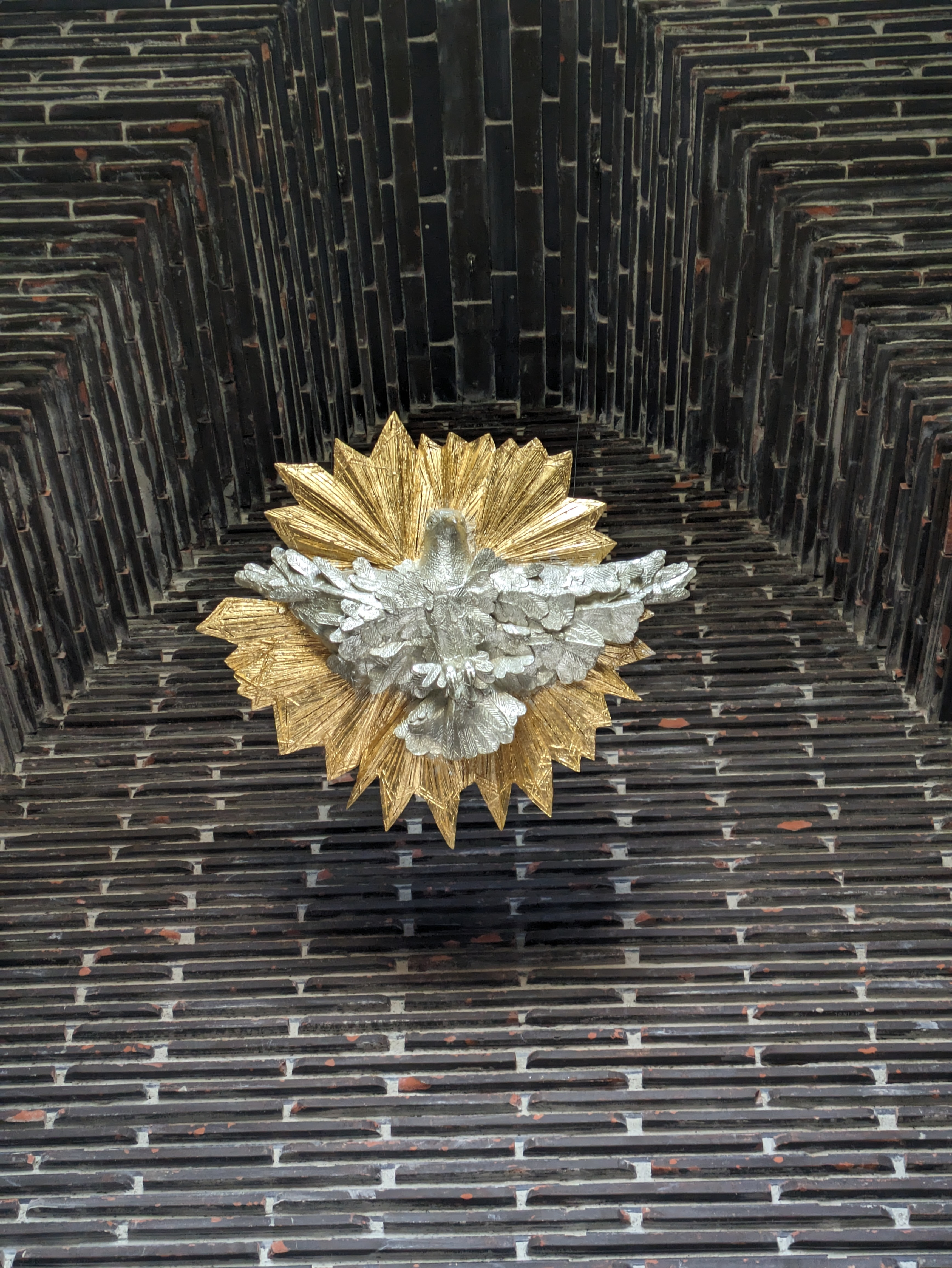

## Boeken
Ze was betrokken bij het maken verschillende boeken, zowel als auteur als illustratrice, waaronder "Fountainhead" (1991), "Unfolding the body"(2001) en "Why Not Date Your Best Friend" (2022) en catalogi van haar werken.

## Erkenning
- 2000: Skowhegan Medal for Sculpture van de Skowhegan School of Painting and Sculpture, Maine[46]
- 2005: Verkozen tot lid van de American Academy of Arts and Letters, New York[46]
- 2005: Athena Award[47]
- 2006: Verkozen lid van de National Academy of Design
- 2006:  Athena Award for Excellence in Printmaking van de Rhode Island School of Design
- 2006: Time Magazine 's " Time 100: The People Who Shape Our World"[46]
- 2006: Medal Award van de School of the Museum of Fine Arts, Boston[46]
- 2009:  Women in the Arts Award van het Brooklyn Museum
- 2009: 50e Edward MacDowell Medal[46]
- 2010: Theo Westenberger Women of Excellence Award[47]
- 2010: Nelson A. Rockefeller Award van Purchase College School of the Arts[46]
- 2012: Medal of Arts van het Amerikaanse ministerie van Buitenlandse Zaken (overhandigd door Hillary Clinton)
- 2012: Lid van de Amerikaanse Academie van Kunsten en Wetenschappen
- 2013: Spreker voor de jaarlijkse Patsy R. en Raymond D. Nasher Lecture Series in Contemporary Sculpture and Criticism
- 2013: Artist-in-residence van het University of North Texas Institute for the Advancement of the Arts[48]
- 2016: Lifetime Achievement in Contemporary Sculpture Award van het International Sculpture Center
- 2017: Honorary Royal Academician van de Royal Academy of Arts, Londen[46]

- 2019: Oostenrijkse ereteken voor wetenschap en kunst[47]

- 2023: Lid van de jury van de Hostetler/Wrigley Sculpture Award ($ 400.000) van het New Museum (winnaar: Sarah Lucas)[49]

## Tentoonstellingen (selectie)[50][2][20]
De website van Galleria Continua bevat een uitgebreide en bijgewerkte (tot 2023) lijst van de honderden solo- en groepstentoonstellingen waaraan Kiki Smith heeft deelgenomen.  

## Musea en Collecties (selectie)
- Akron Art Museum, Ohio
- Albertina, Vienna
- Albright-Knox Art Gallery, Buffalo, New York
- Allen Memorial Art Museum, Oberlin College, Ohio
- Amerikaans consulaat in Istanbul [51]
- Amerikaans consulaat in Mumbai[51]
- Art in Embassies, U.S. Department of State, Washington, D.C.
- Art Institute of Chicago, Illinois
- Ball State University Museum of Art, Muncie, Indiana
- Bonner Kunstverein, Bonn, Germany
- British Museum, Londen
- Brooklyn Museum of Art, New York
- Centre Pompidou, Paris
- Centre de la Gravure, La Louvière, Belgium
- Cincinnati Art Museum, Ohio
- Cleveland Museum of Art, Ohio
- Colby College Museum of Art, Waterville, Maine
- Contemporary Art Museum, Honolulu, Hawaii
- Corcoran Gallery of Art, Washington, D.C.
- Davidson College, North Carolina
- Denver Art Museum, Colorado
- Des Moines Art Center, Iowa
- Detroit Institute of Arts, Michigan
- Duisburg, Lehmbruck-Museum
- Fine Arts Museums of San Francisco, de Young Museum, San Francisco
- Fogg Art Museum, Harvard University, Cambridge, Massachusetts
- Fondation Louis Vuitton, Paris
- FRAC de Pays de la Loire, Carquefou, France
- Frederik Meijer Gardens and Sculpture Park, Grand Rapids, Michigan
- Freising, Kapel Mariamantel
- Solomon R. Guggenheim Museum, New York
- Henry Art Gallery, The University of Washington, Seattle
- High Museum of Art, Atlanta
- Hood Museum of Art, Dartmouth College, Hanover, New Hampshire
- Irish Museum of Modern Art, Dublin
- Israel Museum, Jerusalem
- Kaiserlautern Museum Pfalzgalerie,
- LaM, Lille Métropole Musée d'art moderne, d'art contemporain et d'art brut, Villeneuve-d'Ascq, France
- Leipzig, Galerie voor hedendaagse kunst
- Long Museum, Shanghai
- Los Angeles County Museum of Art, California
- Louisiana Museum of Modern Art, Humlebæk, Denmark
- Lübeck Museum voor Kunst en Cultuurgeschiedenis
- McNay Art Museum, San Antonio, Texas
- The Metropolitan Museum of Art, New York
- Milwaukee Art Museum, Wisconsin
- Mannheim, Kunsthalle Mannheim
- Moderna Museet, Stockholm, Sweden
- Museum Abteiberg, Mönchengladbach
- Musée départemental d'art contemporain de Rochechouart, France
- Musée Jenisch Vevey’s Cantonal Prints Collection, Switzerland
- Museo Querini Stampalia, Venice
- Museum of Contemporary Art, Los Angeles
- Museum of Contemporary Art, San Diego
- Museum at Eldridge Street, New York
- Museum of Fine Arts, Boston
- Museum of Fine Arts, Houston
- Museum Folkwang, Essen
- The Museum of Modern Art, New York
- National Gallery of Art, Washington, D.C.
- National Gallery of Australia, Canberra
- National Museum of Art, Osaka, Japan
- National Gallery of Canada, Ottawa
- National Museum of Contemporary Art, Gwacheon, South Korea
- New York Public Library, New York
- Newark Museum, New Jersey
- Pennsylvania Academy of the Fine Arts, Philadelphia
- Pérez Art Museum Miami, Florida
- Philadelphia Museum of Art, Pennsylvania
- Princeton University Art Museum, New Jersey
- Saint Louis Art Museum, Missouri
- San Francisco Museum of Modern Art, California
- Sara Hildén Art Museum, Tempere, Finland
- J.B. Speed Art Museum, Louisville, Kentucky
- Staatliche Graphische Sammlung, Munich
- The Stuart Collection, University of California, San Diego
- Tate, London
- Toledo Museum of Art, Ohio
- Victoria and Albert Museum, London
- Virginia Museum of Fine Arts, Richmond
- Walker Art Center, Minneapolis
- Wadsworth Atheneum Museum of Art, Hartford, Connecticut
- Weatherspoon Art Museum, University of North Carolina at Greensboro
- Whitney Museum of American Art, New York
- Yale University Art Gallery, New Haven, Connecticut